# Holomelina flava
Holomelina flava är en fjärilsart som beskrevs av Barnes och Benjamin 1925. Holomelina flava ingår i släktet Holomelina och familjen björnspinnare. Inga underarter finns listade i Catalogue of Life.